# Gunung Kandang
Gunung Kandang är ett berg i Indonesien.   Det ligger i provinsen Aceh, i den västra delen av landet, 1 400 km nordväst om huvudstaden Jakarta. Toppen på Gunung Kandang är 710 meter över havet, eller 190 meter över den omgivande terrängen. Bredden vid basen är 2,0 km.
Terrängen runt Gunung Kandang är lite bergig.Runt Gunung Kandang är det ganska glesbefolkat, med 40 invånare per kvadratkilometer. I omgivningarna runt Gunung Kandang växer i huvudsak städsegrön lövskog.